# Bangai-O Spirits
Bangai-O Spirits (jap.: バンガイオー魂, Bangaiō Supirittsu) ist ein Puzzle-Shoot-’em-up-Computerspiel des Entwicklerstudios Treasure für den Nintendo DS das 2008 erschienen ist. Es ist der Nachfolger von dem Nintendo-64- und Dreamcast-Titel Bakuretsu Muteki Bangai-O. Bangai-O Spirits bietet über 100 Level. Ziel jeden Levels ist es eine Reihe von markierten Gegnern auszuschalten, wofür dem Spieler eine Reihe von Schuss-, Nahkampf- und Spezialattacken zur Verfügung stehen. In Bangai-O Spirits gibt es, anders als in Spielen sonst üblich, nichts Freischaltbares, alle Level und Waffen stehen von Anfang an dem Spieler zur Auswahl. Von einem Tutorial abgesehen gibt es keinerlei konkrete Handlung in dem Spiel.

## Spielmechanik
Der Spieler übernimmt die Rolle eines Mechs, der in der Lage ist sowohl auf dem Boden zu laufen als auch zu fliegen und in 8 Richtungen zu schießen. Zu Beginn jeden Levels kann der Spieler zwei Waffen-Slots und zwei EX-Waffen-Slots mit je einem Waffentyp ausrüsten. Die EX-Waffen stellen in der Regel eine bildschirmfüllende Spezialattacke dar, schließen aber auch Fähigkeiten wie das Anhalten der Zeit ein. Die Waffenslots können kombiniert werden, um das Verhalten der abgefeuerten Projektile zu ändern. So kann man zum Beispiel Napalm mit Zielsuchen kombinieren, um zielsuchende Napalm-Raketen abfeuern zu können. Eine Besonderheit der EX-Waffen ist, dass deren Stärke proportional zu den auf dem Bildschirm befindlichen gegnerischen Projektilen ist. Damit kann man sie gezielt für Gegenangriffe nutzen.
Der Levelaufbau in Bangai-O Spirits variiert stark. Es gibt sowohl extrem kurze Level, die innerhalb von wenigen Sekunden gelöst werden können, wie auch komplexere die an ein normales Shoot ’em up erinnern. Das Spiel verlangt beim Lösen der Level nicht nur Reflexe, sondern vor allem auch das Experimentieren mit verschiedenen Waffenkombinationen, denn in der Regel sind bestimmte Kombinationen für einen Level deutlich überlegen. Das Spiel bietet auch eine Reihe von Sokoban-ähnlichen Puzzle-Leveln.
Eine Besonderheit von Bangai-O Spirits ist, dass das Spiel nicht nur einen Leveleditor hat, sondern es auch erlaubt selbigen zu jedem Zeitpunkt im Spiel via Drücken von Select hinzuzuschalten und es so erlaubt, sämtliche Level des Spiels zu verändern.

## Kritiken
Kritiken zu Bangai-O Spirits fielen positiv aus. Gelobt wurde das originelle Gameplay, die gelungene Kombination von Shoot'em Up und Puzzle-Spiel und der Suchtfaktor. Der mächtige Leveleditor wurde ebenso gelobt. Kritisiert wurde, dass das Spiel kaum Struktur bietet um Neulinge an das Spielkonzept heranzuführen.
Critify.de-Wertung (Durchschnitt aller deutschen Magazine): 82